# Pośrednia Kapałkowa Przełączka
Pośrednia Kapałkowa Przełączka (słow. Prostredné ľadové sedielko) – stosunkowo wybitna przełęcz w Kapałkowej Grani w słowackiej części Tatr Wysokich. Jest drugim od góry siodłem w północno-zachodniej grani Małej Kapałkowej Turni i oddziela od siebie dwie Kapałkowe Czuby: Zadnią Kapałkową Czubę na południowym wschodzie i Pośrednią Kapałkową Czubę na północnym zachodzie. Jest położona bliżej Pośredniej Kapałkowej Czuby.
Przełęcz jest wyłączona z ruchu turystycznego. Najdogodniejsza droga dla taterników prowadzi na przełęcz z Kapałkowej Równi w dolnej części Doliny Suchej Jaworowej. Południowe stoki opadają z siodła prosto do wybitnego Zadniego Kapałkowego Żlebu, kierującego się na zachód do głównej gałęzi Doliny Jaworowej. Z kolei na północ spod Pośredniej Kapałkowej Przełączki zbiega wybitny żleb o charakterze komina, uchodzący do Doliny Czarnej Jaworowej i sąsiadujący od wschodu z północną ścianą Małej Kapałkowej Turni.
Pierwsze wejścia turystyczne:
- letnie – Zygmunt Leykramm i Bohdan Małachowski, 10 sierpnia 1926 r.
- zimowe – Zofia Wysocka, Stefan Bernadzikiewicz i Wawrzyniec Żuławski, 25 kwietnia 1935 r., przy przejściu granią.

Już dawniej na przełęcz wchodzili myśliwi z Jurgowa, a także kartografowie ok. 1897–1898.